# Eugrapheus vitticollis
Eugrapheus vitticollis är en skalbaggsart som beskrevs av Stefan von Breuning 1957. Eugrapheus vitticollis ingår i släktet Eugrapheus och familjen långhorningar.
Artens utbredningsområde är Madagaskar. Inga underarter finns listade i Catalogue of Life.